# 다이빙 (외교관)
다이빙(중국어: 戴兵, 한자음: 대병, 1967년 8월 ~ )은 중화인민공화국의 외교관으로, 2024년부터 제9대 주한 중국대사를 맡고 있다.

## 경력
- 1992년~: 안휘사범대학 외국어학과 영어교육전공 졸
- 1995년~: 중화인민공화국 외교부 아프리카국 입부
- 1998년~: 주남아프리카공화국 중국 대사관 3·2등 서기관
- 2001년~: 아프리카국 2등 서기관
- 2003년~: 닝샤후이족 자치구 인민정부 외사판공실 부주임
- 2007년~: 사무국 참사관
- 2008년~: 주남아프리카공화국 중국 대사관 공사참사관
- 2010년~: 주싱가포르 중국 대사관 공사참사관
- 2013년~: 북미·오세아니아 담당 고문
- 2014년~: 아프리카국 부국장
- 2017년~: 아프리카국 국장
- 2020년 8월~: 주유엔 중국 대표부 제1부대표
- 2024년 12월~: 제9대 주한 중국 대사

### 주한 대사 (2024년~)
다이빙은 대한민국의 정치 혼란 상황 속에 부임 시기를 연기하여 2024년 12월 24일 한국으로 입국하였다.
2024년 12월 27일, 다이빙은 싱하이밍 전임 대사가 7월 초 귀국한 이후 약 6개월간의 공백 상태를 거친  윤석열 대통령 탄핵 소추로 인한 최상목 경제부총리의 대통령 권한대행 체제 상태에서 제9대 주한 중국대사에 부임, 12월 30일 대한민국 외교부를 방문하여 시진핑 본국 국가주석으로부터 받은 신임장의 사본을 제출함으로써 공식 활동을 개시하였다.
2025년 1월 7일, 다이 대사는 최 대통령 권한대행 부총리 겸 기획재정부 장관에 신임장을 제출하였다. 그는 어수선한 대한민국 정치 상황에 대하여 "현 정세 하에 한국 국민들이 국내 문제를 적절하게 처리하는 지혜와 능력이 있다고 확신하며 한국의 안정, 발전, 번영을 진심으로 기원한다"고 밝혔다.